# 泥生变形虫
泥生变形虫（Amoeba limicola），又稱阿米巴原蟲，變形蟲屬下的一个种。變形蟲因為是由水流緩慢流到藻類較多的淺水中，池塘乾枯後，變形蟲留在土中。泥生變型蟲为寄生虫。有些阿米巴原虫可感染人类甚至致人死亡。

## 致病原
單細胞的阿米巴原蟲，屬於原生動物，因其可行變形運動而得名。其中致病種類以痢疾阿米巴Entamoeba histolytica（E. histolytica）為主，而類痢疾阿米巴E. dispar則為腸道共生株。痢疾阿米巴原蟲的生活史分為兩階段交替進行：於宿主腸道代謝與繁殖的營養體（又名活動體trophozoite），以及能夠抵禦惡劣環境、準備轉移到下個宿主的囊體（cyst）。

## 地理分布
此疾病集中於熱帶/亞熱帶開發中國家，尤其是公衛條件較差（沒有汙水集中處理系統、缺乏密閉式抽水馬桶等）的地區，於全球造成每年4-11萬人死亡，佔全球寄生蟲感染死亡總數的第二位（僅次於瘧疾），因此前往可能疫區旅遊時需格外小心。

## 傳播途徑
經糞口傳染，受感染宿主腸道中含有此原蟲的營養體及囊體，若食物飲水遭到含有痢疾阿米巴原蟲（囊體）的糞便直接或間接汙染（例如經尿布、蒼蠅、蟑螂蟲媒附著等），則下一個宿主便會經口攝入這些受蟲體汙染的食物飲水而傳染；當囊體進到腸道時，便轉型成營養體開始寄生及營養代謝活動。另外在特殊性行為如口肛性交時，若未做好適當衛生防護而經口攝入蟲體（囊體），也可能因此感染痢疾阿米巴。

## 臨床症狀
感染後潛伏至發病通常約隔2至4周，但可能短則數日、長則數年不一。此寄生原蟲主要感染腸道並造成相關症狀，輕微腹部不適、間歇性下痢、或腹瀉便秘交替，較嚴重者會發燒寒顫、拉血便或黏液便，若感染較嚴重或免疫力低下可能讓病原體從腸道入侵血中、跑到肝臟/腦部等形成肝/腦膿瘍等較為嚴重的腸道外痢疾阿米巴感染，此時症狀則以發燒畏寒、右上腹痛（肝膿瘍）等腸道外症狀為主。